# BC Andorra
Bàsquet Club Andorra, auch bekannt unter dem Sponsorennamen MoraBanc Andorra, ist ein andorranischer Basketballverein aus der Hauptstadt Andorra la Vella. Der Klub ist Mitglied der Federación Española de Baloncesto und nimmt somit am spanischen Ligabetrieb teil. Die erste Mannschaft stieg 2022 aus der Liga ACB ab. Die Heimspiele werden im 5000 Zuschauer fassenden Poliesportiu d’Andorra bestritten.

## Geschichte
Der Klub wurde am 12. Juni 1970 als Club de Basket Les Escaldes gegründet. Ein Jahr später änderte der Verein seinen Namen in Bàsquet Club Andorra und schrieb sich in den katalanischen Basketball-Regionalverband ein um fortan an Bewerben der Federación Española de Baloncesto (Spanischer Basketballverband) teilnehmen zu können. In der Saison 1991/92 setzte sich BC Andorra in der zweiten Spielklasse, der Primera División, durch und stieg somit in die Liga ACB auf. Hier sollte der Klub vier Saisons bestreiten und erreichte sein bestes Resultat 1994/95 mit Platz acht. Im spanischen Pokal scheiterte BC Andorra im Viertelfinale. In der Spielzeit 1995/96 war der Verein im Korać-Cup vertreten, dort setzten sich die Andorraner in den ersten zwei Runden gegen ABC Trodat Wels sowie KK Vojvodina Novi Sad durch und erreichten damit überraschend die Gruppenphase, wo man jedoch an Anadolu Efes SK, Pallacanestro Varese und Panionios Athen scheiterte. In der Liga landete der Verein auf dem 19. Platz und stieg somit in die zweitklassige LEB ab. Aufgrund finanzieller Schwierigkeiten wurde BC Andorra im Jahr 1997 in die Regionalliga abgestuft. Nach zahlreichen Saisons in unterklassigen Divisionen, gelang dem Verein zur Spielzeit 2012/13 die Rückkehr in die LEB.
Das erste Jahr in der zweiten Division beendete der Klub auf dem dritten Platz und im Endspiel des Aufstiegs-Playoff scheiterte die Mannschaft mit 2:3 an CB Lucentum Alicante. In der Saison 2013/14 gewann BC Andorra die Liga und sicherte sich somit den Aufstieg in die Liga ACB. In der Spielzeit 2018/19 erreichte man das Halbfinale des Eurocup gegen Alba Berlin.

## Namen
Im Laufe der Geschichte trug der Klub aufgrund wechselnder Sponsoren unterschiedliche Namen.
- Festina Andorra (1991–1996)
- Quick Andorra (2000–2002)
- River Andorra (2002–2013)
- River Andorra MoraBanc (2013–2014)
- MoraBanc Andorra (seit 2014)

## Aktueller Kader
| Spieler | Spieler            | Spieler              | Spieler    | Spieler | Spieler | Spieler              |
| Nr.     | Nat.               | Name                 | Geburt     | Größe   | Info    | Letzter Verein       |
| ------- | ------------------ | -------------------- | ---------- | ------- | ------- | -------------------- |
|         |                    | Guards (PG, SG)      |            |         |         |                      |
| 16      | Frankreich         | Andrew Albicy        | 21.03.1990 | 1,76 m  | A-Nat   | BCM Gravelines       |
| 24      | /                  | Guillem Colom        | 16.09.1991 | 1,95 m  |         | CB Peñas Huesca      |
|         | Spanien            | Jaime Fernández      | 04.06.1993 | 1,86 m  |         | CB Estudiantes       |
| 25      | Tschechien         | David Jelínek        | 07.09.1990 | 1,94 m  | A-Nat   | Anwil Włocławek      |
|         |                    | Forwards (SF, PF)    |            |         |         |                      |
|         | Slowenien          | Jaka Blažič          | 30.06.1990 | 1,96 m  | A-Nat   | Saski Baskonia       |
| 7       | Georgien           | Beka Burjanadze      | 03.01.1994 | 2,01 m  |         | Básquet Coruña       |
|         | Griechenland       | Vlado Janković       | 03.03.1990 | 2,02 m  | A-Nat   | Aris Thessaloniki    |
|         | /                  | John Shuma           | 30.04.1990 | 2,06 m  |         | KK Cedevita          |
|         | Vereinigte Staaten | David Walker         | 24.11.1993 | 1,97 m  |         | Northeastern Huskies |
|         |                    | Center (C)           |            |         |         |                      |
|         | Senegal            | Moussa Diagne        | 06.03.1994 | 2,11 m  |         | Fuenlabrada          |
|         | Polen              | Przemysław Karnowski | 08.11.1993 | 2,16 m  | A-Nat   | Gonzaga Bulldogs     |
| 14      | Serbien            | Oliver Stević        | 18.01.1984 | 2,05 m  |         | Fuenlabrada          |

| Trainer | Trainer        | Trainer  |
| Nat.    | Name           | Position |
| ------- | -------------- | -------- |
| Spanien | Joan Peñarroya | Trainer  |

| Legende           | Legende         |
| Abk.              | Bedeutung       |
| ----------------- | --------------- |
| A-Nat             | Nationalspieler |
| Quellen           |                 |
| Teamhomepage      |                 |
| Ligahomepage      |                 |
| Stand: 23.08.2017 |                 |

| Legende           | Legende         |
| Abk.              | Bedeutung       |
| ----------------- | --------------- |
| A-Nat             | Nationalspieler |
| Quellen           |                 |
| Teamhomepage      |                 |
| Ligahomepage      |                 |
| Stand: 23.08.2017 |                 |

## Bekannte Spieler
- Thanasis Antetokounmpo
- Anton Maresch
- Thomas Schreiner
- Jordi Trias